# Seznam postav seriálu Violetta
Toto je seznam postav objevujících se v seriálu Violetta. Seriál byl vysílán na televizní stanici Disney Channel. Všechny postavy jsou smyšlené, kromě hostujících celebrit, které hrají sami sebe.

## Casting
Martina Stoessel byla obsazena do seriálu ve věku čtrnácti let a změnila kvůli natáčení i školu, aby obojí lépe skloubila. Herec Diego Ramos získal roli Violettina otce poté, co absolvoval konkurz v Evropě. Herečka Lodovica Comello, která hraje Francescu, navštěvovala v době, kdy se rozhodla zúčastnit konkurzu, školu v Miláně.
Ve druhé řadě se objevila většina herců z řady předchozí. Neobjevili se již Simone Lijoi, Rodrigo Velilla, Artur Logunov  a Pablo Espinosa. Diego Domínguez byl obsazen do role nového Leónova rivala v lásce Diega. Tvůrci seriálu také pořádali konkurzy pro fanoušky v Miláně, Neapoli a Římě formou videí, které se objevily ve vysílání italské verze Disney Channel.
Ve třetí řadě se v seriálu objevil francouzský herec Damien Lauretta a mexická herečka Macarena Miguel.

## Hlavní postavy

### Violetta Castillo
Violetta Castillo (ztvárnila ji Martina Stoessel) se narodila 26. června 1995 v Buenos Aires, Germánu Castillovi a Maríi Saramego. Otec je inženýr vlastnící stavební firmu a matka byla zpěvačkou, která zemřela při autonehodě, když bylo Violettě pět let. Germán se poté rozhodl z Buenos Aires odstěhovat, aby mu ji nic nepřipomínalo. Mnohokrát museli kvůli jeho práci cestovat a většinu svého dětství Violetta strávila v Madridu. Její otec se o ni po Maríině smrti začal přehnaně bát, a tak Violetta nesměla opouštět dům, měla domácí učitelku nikdy neměla možnost najít si přátele. Když se na začátku seriálu stěhují zpět do Buenos Aires, je už Violettě kolem patnácti let. Jelikož tehdy Germán přerušil veškerý kontakt s Maríinou rodinou, oni po nich celé roky neúspěšně pátrali. Maríina sestra Angie se dozví, že se Violetta s Germánem vrací zpět do Buenos Aires a rozhodne se s Violettou setkat. Když dorazí do jejich domu, Germán ji nepozná, a tak Angie využije této příležitosti a stane se Violettinou domácí učitelkou, aby s ní mohla trávit čas. Violettu přiměje poznat v sobě hudební talent, který zdědila po matce a Violetta tak objeví svou vášeň pro hudbu. Začne chodit na hodiny piana do Studia 21 a později zde započne i denní studium hudby a tance. Najde si přátele, prožívá své první lásky a postupně se dozvídá i více informací o své matce. Angiino tajemství o tom, že je její tetou, je prozrazeno a ona tak poznává i svou babičku. Když se celou pravdu dozví Germán, chce z Buenos Aires ihned odjet. V závěrečném dílu první řady ale poprvé uslyší Violettu zpívat a vše si rozmyslí.
Violetta tak v dalších dílech před otcem nemusí nic tajit a konečně žije život, o kterém snila. Během celého seriálu je její hlavní láskou León, prožije však rovněž i vztahy s Tomásem a Diegem. Musí se vypořádat i se vztahy svého otce, které vždy nakonec krachly.
Na konci třetí, finálové řady se Germán konečně přestane bránit citům, které chová k Angie už od prvních dílů, a Angie se stává jeho manželkou, zatímco Violetta nachází opravdovou lásku v Leónovi.

#### Zajímavosti
- Její první láskou byl Tomás.
- Její druhou láskou byl León, od kterého také dostala první polibek a se kterým nakonec zůstala.
- Její třetí láskou byl Diego, se kterým chodila v druhé řadě seriálu.
- Ve třetí řadě také chovala city ke Clementovi, který jí obdivoval.
- Angie byla prvním člověkem, který slyšel Violettu zpívat, když se jí Violetta svěřila, že si vzpomíná, jak jí maminka zpívala píseň En Mi Mundo.
- Ve třetí řadě je Violettě devatenáct let.
- V soutěži Talenti 21 skončila druhá za Federicem.
- První píseň, kterou složila, byla En Mi Mundo, druhou byla Te Creo a třetí Habla Si Puedes. Rovněž složila i píseň Ser Mejor.
- Nikdy neměla psa.
- Nedokáže žít bez svého deníku.
- Líbila se téměř každému chlapci ze Studia.
- Občas si pročítá maminčin deník a obléká se do jejích šatů, aby cítila, že jí je nablízku.
- Violettin styl je velmi dívčí a romantický.
- Miluje čtení.
- Ve druhé řadě seriálu se její styl lehce změní.
- Umí hrát na piano, bicí a kytaru.
- V první řadě používá mobilní telefon značky Samsung, od druhé řady má iPhone.
- Píseň Cómo Quieres napsala o svých citech k Leónovi.
- Jejími nejlepšími přáteli jsou Francesca, Camila a Maxi.
- V první řadě má hnědé a rovné vlasy, ve druhé řadě nosí hnědé vlasy s karamelovým melírem a občas i vlnité. Ve třetí řadě je z ní blondýnka, později nosí spíše styl ombré.

- Nerada cestuje letadlem.
- Jejími příbuznými z matčiny strany jsou teta (později i nevlastní matka) Ángeles ''Angie'' Carrará a babička Ángelica Carrará.
- Ve třetí řadě se převléká za dívku jménem Roxy, aby špehovala Leóna s Gery. León se do ní zamiluje, ale později zjistí, že je to ve skutečnosti Violetta.
- Své devatenácté narozeniny oslavila v Barceloně a León pro ni přichystal let balónem.
- Dala Diegovi kytaru, ale Ludmila ji rozbila.
- Pomáhala Diegovi najít svého otce.

### Tomás Heredia
Thomás Carlos Gabriel "Tomás" Heredia (ztvárnil ho Pablo Espinosa) je hodný a talentovaný chlapec. Byl prvním člověkem, který se s Violettou setkal mimo její domov. Tomás jí chytil při pádu a oba se do sebe okamžitě zamilovali. Pracoval v Restó Baru (později Restó Band), ale byl propuštěn. Poté začal pracovat ve Studiu jako Betův asistent, ale jelikož je i on hudebně nadaný, začal zde také studovat. Tomás měl s Violettou několik konfliktů, přesto však zůstávali přáteli. Když začal chodit s Ludmilou, byla Violetta naštvaná. Stejně tak tomu bylo, i když začal chodit s Francescou. První polibek dal Tomás Violettě v jednom z posledních dílů první řady. Jelikož se ale musel vrátit zpět do Španělska, dohodli se, že zůstanou přáteli.

#### Zajímavosti
- Byl Violettinou první láskou.
- Je jedním ze čtyř postav se španělskými kořeny v seriálu. Dalšími jsou Natalia Vidal, Lena Vidal a Diego Hernández.
- Umí hrát velmi dobře na kytaru a umí i zpívat.
- Je příšerný tanečník.
- Nejprve si myslel, že se Violetta jmenuje Olga.
- Chodil s Ludmilou a Francescou.
- Germán ho neměl rád.
- Jeho protivníkem byl León.
- Zmínil se, že byl kytaristou v kapele, ale vyhodili ho.
- Většina jeho písní byla o Violettě.
- V levém uchu nosí náušnici.
- Gregorio ho nesnáší, protože si myslí, že mu Tomás nosí smůlu. Také si myslí, že chce zničit Studio a obviňuje ho z mnoha věci, které ale ve skutečnosti Tomás neudělal.
- Neumí hrát příliš dobře na piano a Violetta ho doučuje.
- První píseň, kterou napsal, byla Entre Tú y Yo, druhou byla Tienes Todo, třetí Te Esperaré a čtvrtou Verte De Lejos.
- Postava Tomáse se objevuje jen v první řadě seriálu.

### Germán Castillo
Germán Castillo (ztvárnil ho Diego Ramos) je upřímný, loajální a dobrý člověk. Miluje svou práci, přátele a rodinu. Především tedy svou dceru Violettu, kterou až příliš ochraňuje a domnívá se, že nejlepší způsob, jak ji udržet v bezpečí, je lhát jí. V první řadě seriálu je jeho přítelkyní, a později i snoubenkou, Jade, o které si myslí, že by na Violettu mohla mít dobrý vliv. Ty dvě se ale rády nemají. Je také rád, že si Violetta rozumí se svou domácí učitelkou Angie. Po nějaké době svolí i k tomu, aby Violetta chodila na lekce piana, ovšem netuší, že probíhají ve Studiu 21. Violetta před ním později tají i studium. V tom jí pomáhá Angie, která ve Studiu učí. Když se Germán dozví celou pravdu o Violettě a i o Angie, do které se mezitím zamiloval, rozhodne se oženit s Jade co nejdříve, na poslední chvíli si ale uvědomí, že miluje Angie, a svatbu zruší. Poté plánuje odjet s Violettou do Kataru, aby před celou situací utekl. Když ale uslyší Violettin hlas na nahrávce, kterou mu při loučení podstrčila Angie, své plány ještě přehodnotí.
Na začátku druhé řady dovolí Violettě, aby chodila do Studia pravidelně, a zdá se, že jí nyní více věří. Jenže záhy zjistí, že má o ni pořád strach, a tak se rozhodne k šílenému kroku. Aby měl na ní dohled, převlékne se a jako Jeremias Castelli předstírá, že je pianistou. Díky tomu dostane práci ve Studiu. Také začne chodit s Esmeraldou, se kterou později uspořádá svatbu, ale zjistí, že je to herečka, kterou najali Jade s Matíasem, aby Germánovi zlomila srdce a připravila ho o peníze. Když se ke konci této řady Angie dozví, že Jeremias je ve skutečnosti Germán, je zklamaná a chce opustit Buenos Aires a s tím i všechny lži, a proto přijme práci jako autorka písní ve Francii. Germána mrzí, že Esmeralda utekla, neboť ji Violetta měla ráda. Později rozepíše píseň Soy Mi Mejor Momento, přičemž použije několik Maríin poznámek, ale píseň nedokončí. Ramallo ji poté předá Violettě a ta ji dopíše. Společně s ní pak vystoupí na závěrečné show.
Ve třetí řade se seznámí s Priscilou Ferro, matkou Ludmily, kterou si později i vezme. Ludmila s Violettou se tak stanou nevlastními sestrami a bydlí společně v domě u Castillových. Germán ale i nadále chová city k Angie. Během posledních dílů vyjde najevo, že Priscila se k oběma dívkám celou dobu chovala hrubě. Violettu dokonce shodila ze schodů, z čehož se snažila obvinit Ludmilu. Když se to Germán dozví, opustí Priscilu, ale Ludmilu ponechá u sebe. V posledním díle požádá Germán Angie o ruku a seriál končí jejich svatbou.

#### Zajímavosti
- Umí francouzsky.
- Umí zpívat a hrát na piano.
- Nemá rád rýži a čínskou kuchyni.

- V 75. dílu první řady se dozvídá, že Angie je ve skutečnosti jeho švagrovou Ángeles.
- Pravdu o Violettě a o Studiu se dozvídá v 77. dílu první řady.
- Preferuje Leóna před Tomásem a Diegem.
- Jeho oblíbený dezert je Tiramisu.
- Byl třikrát ženatý.

### Leónardo "Léon" Vargas
Leónardo Alexander "León" Vargas IV (ztvárnil ho Jorge Blanco) je velmi talentovaný chlapec, pocházející z Mexika.

### Ludmila Ferro
Ludmila Ferro (ztvárnila ji Mercedes Lambre) je okouzlující, krásná a talentovaná dívka ze Studia 21. Její jedinou kamarádkou je Natalie. Je namyšlená a má za to, že je lepší než všechny ostatní studentky. Ludmila nikdy nebyla doopravdy zamilovaná, dokud nezačala chovat city k Federicovi. Tehdy se začalo lehce měnit i její chování, i když převážně zůstávala stejná. Během několika posledních dílů třetí řady se však Ludmilino chování navždy změní k lepšímu a dokonce začne být milá i k Naty.

### Ángeles "Angie" Carrara
Ángeles "Angie" Carrará (ztvárnila ji Clara Alonso) je Violettina domácí učitelka a teta, sestra Violettiny zesnulé matky Maríi. Pracuje ve Studiu 21 jako učitelka zpěvu a má skvělý hlas. S Violettou se velmi sblíží, ale tají před ní, že je ve skutečnosti její tetou. Později se tuto skutečnost dozví Ludmila a Violettě to prozradí. Violetta je šťastná, ale zároveň naštvaná, že jí to sama neřekla. Během první řady se zamiluje do svého švagra, Violettina otce, Germána a v posledním díle třetí řady se vezmou.

## Vedlejší postavy

### Francesca Caviglia
Francesca Caviglia (ztvárnila ji Lodovica Comello) je chytrá, starostlivá rozhodná dívka, která se narodila v Itálii. Má staršího bratra Lucu, který řídí rodinný podnik, restauraci Resto Band. Luca si myslí, že Francesca zbytečně utrácí peníze jejich otce, když navštěvuje Studio 21, ale Francesca věří, že tak může prorazit v hudebním průmyslu, neboť zde v minulosti studovalo mnoho slavných osobností.

### Camila Torres
Camila Torres (ztvárnila ji Candelaria Molfese) je zábavná, pozitivní a společenská. Jejími nejlepšími přáteli jsou Maxi, Violetta a Francesca. Camila sní o tom, že se stane úspěšnou zpěvačkou. Je talentovaná, ale ví, že ještě nedosáhla umělecké zralosti, která je nezbytná k tomu, aby byla úspěšná. Proto se zatím hledá a často mění svůj styl.

### Maximiliano''Maxi''Ponte
Maxi Ponte (ztvárnil ho Facundo Gambandé) je jedním z mnoha studentů Studia 21. Jeho nejlepšími přáteli jsou Francesca a Camila, později se však spřátelí i s Violettou. Má nadání pro tanec a hip-hopovou hudbu.

### Natalia''Naty''Vidal
Natalia ''Naty'' Vidal (ztvárnila ji Alba Rico) je studentkou Studia 21 a kamarádkou Ludmily, i když Ludmile spíše slouží. Ví, že by ji Ludmila kdykoli zradila, kdyby z toho měla prospěch, ale stejně se s ní dál baví v naději, že jí pomůže stát se také oblíbenou dívkou.

### Andrés Calixto
Andrés Calixto (ztvárnil ho Nicolás Garnier) je nemotorný kluk s velmi chápavou a starostlivou povahou. Často se snaží získat pozornost dívek a doufá, že ho pozvou na rande. Také se snadno zamiluje. Na začátku seriálu byl součástí party oblíbených studentů, neboť se stýkal s Ludmilou, Naty a Leonem. Později začal být více samostatný, zatímco se přátelil s Leonem, který na něj měl v tomto směru vliv. Byl přinucen pracovat pro Gregoria jako jeho špeh poté, co ho Gregorio přistihl, jak pomáhá Ludmile provádět nepravosti.

### Luckas''Luke''Caviglia
Luca Caviglia (ztvárnil ho Simone Lijoi) je bratrem Francescy a manažerem Restó Baru, který se nachází v blízkosti Studia 21. V tomto baru se studenti obvykle scházejí. Kvůli svému vzhledu a povaze si lidé myslí, že má špatnou náladu. Přesto si čas od času uvědomují, že má dobré srdce. Je velmi ambiciózní a ví, že může využít talentu lidí ze Studia 21, aby přitáhl zákazníky do Restó Baru. Restauraci později přejmenuje na Restó Band a pořádá se zde živá hudební vystoupení, včetně prezentování svých vlastních písní. Luca má zájem stát se hudebníkem, stejně jako jeho sestra.

### Broduey
Broduey Silva (ztvárnil ho Samuel Nascimento) je studentem Studia 21. Pochází ze Sâo Paula a je vynikajícím tanečníkem. Gregorio ho díky jeho talentu vyzve, aby začal navštěvovat Studio. Doufá totiž, že Broduey udělá Studio lepším a přesvědčí ostatní studenty, aby na sobě více pracovali. Nejprve se mu líbí Violetta, ale pro ní je Broduey jen přítel. Brzy na něj začnou Tomas a Leon žárlit, ale Violetta jim vysvětlí, že jsou s Brodueyem pouze přátelé. Později začne chodit s Camilou Torres.

### Napoleon''Napo''
Napoleon (ztvárnil ho Rodrigo Velilla), jak jeho jméno napovídá, má Napoleonův komplex. Zpočátku chce trávit čas po boku své sestřenice Ludmily a být tak členem její party. Později se však od této party distancuje. Skládal přijímací zkoušky do Studia ve stejném termínu jako Violetta a byl přijat na základě jeho nadání pro zpěv a tanec.

### Braco
Braco (ztvárnil ho Artur Logunov) je inteligentní a trochu divoký. Je skvělým hip-hopovým tanečníkem. Jeho vzhled a přízvuk prozrazují, že je cizinec, ale nikdy neprozradil odkud pochází. Braco mluví několika jazyky a když je smutný nebo nervózní, mluví rusky nebo ukrajinsky. Pro každou situaci má slovo nebo radu z jeho země a snaží se tím přátelům pomoci. I když se o tom nikdy nezmínil, tajně se mu líbí Violetta.

### Olga Patricia Pena
Olga Patricia Pena (ztvárnila ji Mirta Wons) je služebná v domě Castillových. Má velice ráda Violettu a ráda se o ní stará jako o svou dceru.

### Lisandro Romallo
Lisandro Romallo (ztvárnil ho Alfredo Allende) je často nazýván pouze ''Ramallo'' a je to Germánův osobní asistent a také nejlepší přítel. Olga je do něj zamilovaná. Téměř v každém dílu ji prosí o ''osobní prostor''. Přitom má ale obavy z jejího nového přítele, Oscara Cardoza. Ve třetí řadě seriálu se i on do Olgy zamiluje a Olga se mu snaží naznačit svou touhu po zásnubách. Žárlí na novou služebnou Noélii poté, co se spřátelí s Ramallem. Nakonec založí s Ramallem hudební skupinu s názvem Osobní prostor.

### Jade LaFontaine
Jade LaFontaine (ztvárnila ji Florencia Benítez) je Germánova partnerka v první řadě seriálu. Je povrchní a posedlá svým vzhledem. Je také sobecká a manipulativní. Jade je ztělesněním okouzlující záporačky, ale podle jejího bratra Matíase je skutečné zlo. Pochází z velmi zámožné rodiny a nikdy nemusela pracovat. Společně s bratrem se rozhodnou, že jediný způsob, jak si udržet i nadále svůj standard, je její sňatek s Germánem. Jade nesnáší Violettu, protože krade Germánovu pozornost. Také nemá ráda Angie, protože v ní vidí sokyni. Ve druhé řadě seriálu najme Jade ženu jménem Esmeralda a přiměje ji, aby Germána od Angie oddělila. Zároveň se snaží neúspěšně na Germána zapomenout. Jade umí zpívat operu. V posledním dílu druhé řady policie Matíase zatkne.

### Matías''Maty''LaFontaine
Matías ''Maty'' LaFontaine (ztvárnil ho Joaquín Berthold) je Jadein bratr. Na začátku první řady žije ve svém autě, poté žije tajně u Castillových v domácím vězení. Jade tuto skutečnost zjistí potom, co se ho ptá, proč nemůže opustit dům. V domě se vydává za ducha Germánovy zemřelé ženy Maríi. Ve druhé řadě najme společně s Jade herečku Esmeraldu, aby Germánovi ukradla nejen srdce, ale i peníze. V mnoha situacích musí dávat pozor, aby sestra nevyzradila jejich plán Germánovi. Na konci druhé řady je zatčen policií.

### Gregorio Casal
Gregorio Casal (ztvárnil ho Rodrigo Pedreira) je učitel choreografie ve Studiu 21. Časem se stává i jeho ředitelem. Nemá rád Tomase a požádá Andreho, aby ho sledovat a přišel na něco, čím by ho mohl ze Studia dostat. Ve druhé sérii prozradí Diegovi, že je jeho otcem.

### Robert''Beto''Benvenuto
Robert ''Beto'' Benvenuto (ztvárnil ho Pablo Sultani) je učitelem hudby ve Studiu 21. Je roztěkaný a nemotorný. Studenti ho mají rádi a je si velmi blízký s Tomasem, který pro něj pracuje. Beto také dává často Tomásovi rady ohledně milostného života.

### Pablo Galindo
Pablo Galindo (ztvárnil ho Ezequiel Rodríguez) je dočasným ředitelem Studia 21. Poté, co se jím režírovaná show zbortí, odchází ze Studia. Poté přijme práci v Restó Bandu.

### Antonio Fernández Méndez
Antonio (ztvárnil ho Alberto Fernández de Rosa) je majitelem Studia a blízkým přítelem Violettiny babičky. Za jeho nepřítomnosti ho Pablo zastupoval v roli režiséra. Je smutný, když Pablo odchází a jmenuje Gregoria ředitelem.

### Federico
Federico (ztvárnil ho Ruggero Pasquarelli) je italská YouMix hvězda a student ve Studiu 21. Obvykle je milý a nápomocný, ale občas dokáže být i lehce arogantní a tvrdohlavý. Velmi se stará o své fanoušky a udělal by cokoliv proto, aby je udělal šťastnými.

### Helena''Lena''Vidal
Helena ''Lena'' Vidal (ztvárnila ji Lucía Gil) je mladší sestra Natalie. Má svůj vlog, kam nahrává videa se zpěvem svých vlastních písní, občasně i těch od Ludmily. Gregorio její písně slyšel a vybral ji, aby se stala novou tváří Studia.

### Angelica Carrará
Angélica Carrará (ztvárnila ji Nilda Raggi) je matkou Angie Carrará a Maríi Saramego. Po smrti její dcery Maríi se celou dobu snaží o kontakt se svou vnučkou Violettou.

### Rafael''Rafa''Palmer
Rafael ''Rafa'' Palmer (ztvárnil ho German Tripel) je slavní rockový zpěvák, který dříve navštěvoval Studio. Byl speciálním hostem Studia v první řadě seriálu.

### Laura
Laura (ztvárnila ji Nicole Luis) je Andresova mladší sestra.